# تشاك تايلور (صحفي)
تشاك تايلور (بالإنجليزية: Chuck Taylor)‏ هو صحفي أمريكي، ولد في 18 يونيو 1957.